# COPRS
COPRS (англ. Coordinator of PRMT5 and differentiation stimulator) – білок, який кодується однойменним геном, розташованим у людей на довгому плечі 17-ї хромосоми. Довжина поліпептидного ланцюга білка становить 184 амінокислот, а молекулярна маса — 20 066.
| 10         |  | 20         |  | 30         |  | 40         |  | 50         |
| ---------- |  | ---------- |  | ---------- |  | ---------- |  | ---------- |
| MDLQAAGAQA |  | QGAAEPSRGP |  | PLPSARGAPP |  | SPEAGFATAD |  | HSSQERETEK |
| AMDRLARGTQ |  | SIPNDSPARG |  | EGTHSEEEGF |  | AMDEEDSDGE |  | LNTWELSEGT |
| NCPPKEQPGD |  | LFNEDWDSEL |  | KADQGNPYDA |  | DDIQESISQE |  | LKPWVCCAPQ |
| GDMIYDPSWH |  | HPPPLIPYYS |  | KMVFETGQFD |  | DAED       |  |            |

A: Аланін

C: Цистеїн

D: Аспарагінова кислота

E: Глутамінова кислота

F: Фенілаланін

G: Гліцин

H: Гістидин

I: Ізолейцин

K: Лізин

L: Лейцин

M: Метіонін

N: Аспарагін

P: Пролін

Q: Глутамін

R: Аргінін

S: Серин

T: Треонін

V: Валін

W: Триптофан

Кодований геном білок за функціями належить до регуляторів хроматину, фосфопротеїнів. 
Задіяний у таких біологічних процесах, як транскрипція, регуляція транскрипції, міогенез, ацетилювання. 
Локалізований у ядрі.